# برداشت محصول تصادفی (فیلم)
برداشت محصول تصادفی (به انگلیسی: Random Harvest) فیلمی ۱۲۵ دقیقه‌ای به کارگردانی مروین لیروی با بازی رونالد کولمن و چارلز بنت است.